# サムピック
サムピックとは、親指につける主にギターやバンジョーの演奏に使用するピックのこと。親指を包む形で装着する。

## 概要
素材としては鼈甲、金属、合成樹脂などが用いられるが、ワシントン条約批准後、国内では鼈甲製のものがほとんど見られなくなった。
デビュー後のチェット・アトキンスによって開発されたと言われている。親指で低音弦を弾きながら残った指でメロディを奏でるという彼の奏法に非常にマッチしたものであった。
通常の指弾きよりも、音量を確保しやすく、低音部の音質をクリアに響かせることが出来、さらに、低音部のミュートも指弾きより遥かに容易になる。また、一般に指弾きよりも親指の疲労が少ないといわれている。それらの特質により、ジャンルを問わずポピュラー音楽におけるフィンガースタイルのギター演奏では幅広く用いられる。
一方で、使用を嫌うギタリストもいる。彼らの多くは、純然たる指弾きに比べて細かなニュアンスが出しにくいとの理由で、爪か指頭のいずれかで弾いている。